# (2878) Panacea
(2878) Panacea es un asteroide perteneciente al cinturón de asteroides, descubierto el 7 de septiembre de 1980 por Edward Bowell desde la Estación Anderson Mesa (condado de Coconino, cerca de Flagstaff, Arizona, Estados Unidos).

## Designación y nombre
Designado provisionalmente como 1980 RX. Fue nombrado Panacea en homenaje a la diosa de la mitología griega Panacea.